# Međuopćinska nogometna liga Brčko 1979./80.
Međuopćinska nogometna liga Brčko je bila liga petog stupnja nogometnog prvenstva Jugoslavije u sezoni 1979./80. 
 Sudjelovalo je 14 klubova, a prvak je bio "Hajduk" iz Orašja. 

## Ljestvica
| mj. | klub                   | ut. | pob. | ner. | por. | gol+ | gol- | bod |
| --- | ---------------------- | --- | ---- | ---- | ---- | ---- | ---- | --- |
| 1.  | Hajduk Orašje          | 26  | 15   | 7    | 4    | 46   | 17   | 37  |
| 2.  | Brčko 72               | 26  | 12   | 8    | 6    | 47   | 30   | 32  |
| 3.  | Kolektiv Međaši        | 26  | 13   | 4    | 9    | 54   | 40   | 30  |
| 4.  | Proleter Dvorovi       | 26  | 13   | 3    | 10   | 56   | 31   | 29  |
| 5.  | Graničar Brezovo Polje | 26  | 13   | 2    | 11   | 49   | 38   | 28  |
| 6.  | Napredak Matići        | 26  | 10   | 7    | 9    | 35   | 42   | 27  |
| 7.  | Sloga Tolisa           | 26  | 11   | 4    | 11   | 40   | 38   | 26  |
| 8.  | Dinamo Donja Mahala    | 26  | 11   | 3    | 12   | 47   | 48   | 25  |
| 9.  | Napredak Begovača      | 26  | 11   | 2    | 13   | 33   | 41   | 24  |
| 10. | Semberija Popovi       | 26  | 9    | 6    | 11   | 32   | 46   | 24  |
| 11. | Omladinac Mionica      | 26  | 9    | 4    | 13   | 43   | 47   | 22  |
| 12. | Mladost Donja Slatina  | 26  | 9    | 4    | 13   | 50   | 59   | 22  |
| 13. | Zadrugar Bukvik        | 26  | 8    | 4    | 14   | 36   | 61   | 20  |
| 14. | Sloga Prud             | 26  | 7    | 4    | 15   | 20   | 51   | 18  |

- Begovača – tadašnji naziv za Omerbegovaču

## Rezultatska križaljka
| kratica | klub                   | BRČ | DIN | GRA | HAJ | KOL | MLA | NAPB | NAPM | OML | PRO | SEM | SLOP | SLOT | ZAD |
| --- | ---------------------- | --- | --- | --- | --- | --- | --- | ---- | ---- | --- | --- | --- | ---- | ---- | --- |
| BRČ | Brčko 72               |     |     |     |     |     |     |      |      |     |     |     |      |      |     |
| DIN | Dinamo Donja Mahala    |     |     |     |     |     |     |      |      |     |     |     |      |      |     |
| GRA | Graničar Brezovo Polje |     |     |     |     |     |     |      |      |     |     |     |      |      |     |
| HAJ | Hajduk Orašje          |     |     |     |     |     |     |      |      |     |     |     |      |      |     |
| KOL | Kolektiv Međaši        |     |     |     |     |     |     |      |      |     |     |     |      |      |     |
| MLA | Mladost Donja Slatina  |     |     |     |     |     |     |      |      |     |     |     |      |      |     |
| NAPB | Napredak Begovača      |     |     |     |     |     |     |      |      |     |     |     |      |      |     |
| NAPM | Napredak Matići        |     |     |     |     |     |     |      |      |     |     |     |      |      |     |
| OML | Omladinac Mionica      |     |     |     |     |     |     |      |      |     |     |     |      |      |     |
| PRO | Proleter Dvorovi       |     |     |     |     |     |     |      |      |     |     |     |      |      |     |
| SEM | Semberija Popovi       |     |     |     |     |     |     |      |      |     |     |     |      |      |     |
| SLOP | Sloga Prud             |     |     |     |     |     |     |      |      |     |     |     |      |      |     |
| SLOT | Sloga Tolisa           |     |     |     |     |     |     |      |      |     |     |     |      |      |     |
| ZAD | Zadrugar Bukvik        |     |     |     |     |     |     |      |      |     |     |     |      |      |     |
| |                        |     |     |     |     |     |     |      |      |     |     |     |      |      |     |
| podebljan rezultat - utakmice od 1. do 13. kola (1. utakmica između klubova) rezultat normalne debljine - utakmice od 14. do 26. kola (2. utakmica između klubova) rezultat nakošen - nije vidljiv redoslijed odigravanja međusobnih utakmica iz dostupnih izvora rezultat nakošen i smanjen * - iz dostupnih izvora nije uočljiv domaćin susreta prekrižen rezultat - poništena ili brisana utakmica p - utakmica prekinuta 3:0 p.f. / 0:3 p.f. - rezultat 3:0 bez borbe n.i. - nije igrano |                        |     |     |     |     |     |     |      |      |     |     |     |      |      |     |

 Izvori: 

## Unutrašnje poveznice
- Posavska grupna liga 1979./80.
- Posavsko-podmajevička grupna liga 1979./80.